# Primeira Divisão 1980-81
La Primeira Divisão 1980/81 fue la 47.ª edición de la máxima categoría de fútbol en Portugal. Benfica ganó su 24° título. El goleador fue Nené del equipo campeón con 20 goles.

## Tabla de posiciones
|    | Clasificación        | Pts. | PJ | PG | PE | PP | GF | GC |
| -- | -------------------- | ---- | -- | -- | -- | -- | -- | -- |
| 1  | Benfica              | 50   | 30 | 22 | 6  | 2  | 72 | 15 |
| 2  | Porto                | 48   | 30 | 21 | 6  | 3  | 53 | 18 |
| 3  | Sporting de Portugal | 37   | 30 | 14 | 9  | 7  | 48 | 28 |
| 4  | Boavista             | 36   | 30 | 14 | 8  | 8  | 36 | 25 |
| 5  | Vitória Guimarães    | 31   | 30 | 11 | 9  | 10 | 38 | 30 |
| 6  | Braga                | 30   | 30 | 10 | 10 | 10 | 34 | 39 |
| 7  | Vitória Setúbal      | 29   | 30 | 9  | 11 | 10 | 30 | 30 |
| 8  | Portimonense         | 28   | 30 | 11 | 6  | 13 | 34 | 37 |
| 9  | Espinho              | 27   | 30 | 9  | 9  | 12 | 26 | 35 |
| 10 | Penafiel             | 27   | 30 | 11 | 5  | 14 | 27 | 38 |
| 11 | Belenenses           | 26   | 30 | 8  | 10 | 12 | 24 | 39 |
| 12 | Amora                | 25   | 30 | 10 | 5  | 15 | 38 | 51 |
| 13 | Viseu                | 25   | 30 | 8  | 9  | 13 | 24 | 40 |
| 14 | Varzim               | 24   | 30 | 8  | 8  | 14 | 27 | 31 |
| 15 | Marítimo             | 23   | 30 | 7  | 9  | 14 | 33 | 46 |
| 16 | Académica de Coimbra | 14   | 30 | 4  | 6  | 20 | 16 | 58 |

|  | Clasificado para la Copa de Europa 1981-82   |
|  | Clasificado para la Recopa de Europa 1981-82 |
|  | Clasificado para la Copa de la UEFA 1981-82  |
|  | Descenso a la Segunda Divisão                |

|                            |
| Campeón Benfica 24° título |